# ألفريدو ليفا
ألفريدو ليفا هو مصارع هاوي كوبي، ولد في 13 أكتوبر 1969.

## وصلات خارجية
- ألفريدو ليفا على موقع قاعدة بيانات المصارعة الدولية (الإنجليزية)
- ألفريدو ليفا على موقع أوليمبيديا (الإنجليزية)